# 기원전 5년

## 연호
- 전한(前漢) 건평(建平) 2년

## 기년
- 전한(前漢) 애제(哀帝) 2년
- 신라(新羅) 혁거세 거서간(赫居世居西干) 53년
- 고구려(高句麗) 유리명왕(瑠璃明王) 15년
- 백제(百濟) 온조왕(溫祚王) 14년

## 사건
- 백제, 남한산으로 한성 천도
- 동옥저 사신이 신라에 와서 좋은 말 20필을 바치면서 말하기를 “저희 임금이 남한(南韓)에 성인이 났다는 소문을 듣고 신을 보내 〔말을〕 바치게 하였습니다.”라 하였다.[1]

## 탄생
- 1월 13일 중국의 통치자 후한 광무제

## 참고 문헌
- 김부식 (1145). 〈권제1 혁거세 거서간 條〉. 《삼국사기》.